# Nechaui
Els nechaui eren una tribu d'amerindis dels Estats Units de Texas oriental. El seu nom pot ser derivat de nachawi, paraula caddo per designar la taronja osage.

## Història
Els nechaui formaven part de la branca oriental de la federació hasinai dins la Confederació Caddo. A finals del segle xvii i principis del xviii, el seu principal poble es trobava al riu Neches, en l'actual comtat de Cherokee (Texas).
A finals del segle xvii l'explorador espanyol Francisco Casañas de Jesús María va trobar la tribu i va escriure, "Cap al nord, on limita la tribu Necha abans esmentada, que és anomenada Nacachau." Els nechaui eren assentats vora les tribus nacono i neche. En 1716, un altre explorador espanyol, Domingo Ramón va escriure que els frares franciscans van establir una missió per a convertir als nechaui i altres tribus veïnes hasinai.
En última instància, s'assimilaren a altres tribus hasinai en el segle xviii, i actualment estan registrats com a membres de la tribu reconeguda federalment Nació Caddo d'Oklahoma.

## Sinonímia
La tribu també és coneguda com els nechavi.